# ژاک لاکان
ژاک ماری امیل لکان (به فرانسوی: Jacques Marie Émile Lacan)؛ (۱۳ آوریل ۱۹۰۱ – ۹ سپتامبر ۱۹۸۱) روان‌پزشک و روان‌کاو برجسته فرانسوی بود که نخستین بار برای نگرهٔ «بازگشت به فروید» و نگاشته‌ای مشهور شد که در آن ناهشیار را همانند زبان ساختاربندی شده نامید.
لاکان از تأثیرگذاران بر فلسفه در فرانسه بوده‌است.
به جز زیگموند فروید، او از زبان‌شناسی ساختارگرای فردینان دو سوسور و قوم‌شناسی ساختاری کلود لوی-استروس نیز تأثیر پذیرفت. ژک لاکان به اذعان بسیاری برجسته‌ترین روانکاو پس از  فروید و قطعاً پر کارترین آنها بوده‌است. ۲۷ سمینار سالانه که در ۲۷ نوشتار جداگانه در دسترس است، دو کتاب به نام نوشتارها "Ecrits" و «چهار مفهوم بنیادین روان‌کاوی» "Four Fundamental Concepts of Psychoanalysis" که از پیچیده‌ترین متون قرن حاضرند و صدها مقاله از آثار او هستند. آثار لاکان بالغ بر ۱۰۰۰۰ صفحه است.

## زندگی
ژاک ماری امیل لَکان در آوریل ۱۹۰۱ در پاریس به دنیا آمد. او فرزند ارشد امیلی و آلفرد لکان از سه فرزندشان بود. مادرش از خانواده‌ای متمول بود که به تجارت سرکه اشتغال داشت و پدرش نیز نمایندگی فروش آن را به عهده داشت. او یک فروشندهٔ موفق صابون و روغن بود و مادرش کاتولیکی معتقد. در ۱۹۱۹ برادر جوان‌ترش به صومعه پیوست. در همین سال لکان به کمک یکی از عمه‌هایش که دریافته بود او بسیار با استعداد است به کالج یسوعی استانیسلاس راه یافت. اوایل دهه ۱۹۲۰ لکان به انجمن سیاسی فرانسیس که انجمنی راستگرا بود، علاقه‌مند شده بود و در جلسات آن‌ها حضور می‌یافت و حتی با مؤسس آن نیز دیدار کرده بود. او در اواسط دهه ۱۹۲۰ از مذهب ناراضی شد و حتی بر سر آن با خانوادهٔ خود مشاجراتی نیز داشت. در ۱۹۲۰ به علت لاغری بیش از حد از خدمت سربازی معاف شد و بی‌درنگ وارد دانشکدهٔ پزشکی شد و در ۱۹۲۶ در بیمارستان سنت-آن روی روان‌پزشکی متمرکز شد. در همین زمان او به شکلی تخصصی مطالعهٔ فلسفه را پیش گرفت و به خصوص به فیلسوفانی چون کارل یاسپرس و مارتین هایدگر علاقه‌مند شد و هم‌زمان در سمینارهای هگل‌شناسی الکساندر کوژِو نیز شرکت می‌جست. لکان در این دهه و تا سال ۱۹۳۸ گاهی روانکاوی را نیز با رودولف لوونشتین پیگیری می‌کرد.

### دهه ۱۹۳۰
در ۱۹۳۱ لکان یک روان‌پزشک با مجوز قانونی بود و در ۱۹۳۲ مدرک دکترا با ارائهٔ تز «جنون پارانوییک در ارتباط با شخصیت پارانوییک» به وی اعطا شد. با این‌که این تز فراتر از محافل روانکاوی، به خصوص توسط هنرمندان سورئالیست تحسین شده بود، روانکاوان عمدتاً آن را نادیده گرفتند. با این وجود او در ۱۹۳۴ نامزد ریاست جامعهٔ روانکاوی پاریس شد. در ژانویهٔ همان سال با ماری-لوییس بلوندین ازدواج کرد و صاحب دختری به نام کاترین شد. فرزند دوم آن‌ها، پسری به نام تیبوت بود که در آگوست ۱۹۳۹ متولد شد.
در ۱۹۳۶ لکان اولین گزارش تحلیلی خود را دربارهٔ مرحلهٔ آیینه‌ای با عنوان «مرحلهٔ آیینه‌ای به عنوان عامل تشکل من نفسانی» در کنگرهٔ بین‌المللی انجمن روانکاوی در مارین‌باد عرضه کرد. رئیس کنگره، ارنست جونز، با ندادن وقت اضافه به لکان برای اتمام سخنرانی‌اش، عملاً باعث قطع شدن صحبت وی شد و اجازه نداد گزارش لکان به پایان برسد. پس از این بی‌احترامی، لکان کنگره را به قصد دیدن بازی‌های المپیک برلین ترک گفت. متأسفانه هیچ نسخه‌ای از متن سخنرانی اصلی وی برجا نمانده‌است.
لکان از روشنفکران فعال دورهٔ پس از جنگ (جنگ جهانی اول)به‌شمار می‌رفت؛ او با آندره بروتون، ژرژ باتای، سالوادور دالی و پابلو پیکاسو معاشرت مداوم داشت. او به جنبش روح که توسط ماریس چویسی پایه‌گذاری شده بود علاقه‌مند شد و آن را در مجلهٔ سورئالیستی مینوتار منتشر کرد و به اولین خوانش عمومی از افسانهٔ اولیس و رمان اولیس اثر جیمز جویس اقدام نمود. علاقهٔ او به سورئالیسم نسبت به علاقهٔ او به روانکاوی، امری پیشینی است. با این همه، لکان هیچگاه موافقت و همراهی خود را با سورئالیسم ترک نگفت. این نگاه و دیدگاهی نئو-رمانتیک از جنون است به مثابهٔ یک زیبایی تکان‌دهنده. این جشن تجلیل از شهود است و خصومت با دانشمندی است که طبیعت را با واکاوی آن، به قتل می‌رساند.

### دهه ۱۹۴۰
در ۱۹۴۰ جامعهٔ روانکاوی پاریس (SPP) به واسطهٔ اشغال فرانسه توسط نیروهای نازی آلمان منحل شد و لکان متعاقباً به خدمت در ارتش فرانسه در بیمارستان نظامی وَل دُ گراس (به فرانسوی: Val-de-Grâce) فراخوانده شد؛ جایی که او تمام طول جنگ را در آن‌جا گذراند. سومین فرزندش سیبیل در ۱۹۴۰ متولد شد. در همین سال لکان از سیلویا باتای (همسر رنجور دوستش ژرژ باتای) صاحب فرزندی به نام جودیت شد (که نام باتای را برای خود نگه داشت). گفته‌های ضد و نقیضی در مورد زندگی عاشقانهٔ او و سیلویا باتای، در جنوب فرانسه و در خلال جنگ جهانی دوم وجود دارد. مدارک رسمی تنها نشان می‌دهند که ماری-لوییس (همسر لکان) پس از تولد جودیت تقاضای طلاق کرده‌است و لکان در ۱۹۵۳ با سیلویا باتای ازدواج کرده‌است.
در طول جنگ SPP جلسات خود را برگزار می‌کرد و لکان، که برای سفری تحقیقاتی عازم لندن شده بود، با ویلفرد بوین و جان ریکمن از روانکاوان انگلیسی دیدار کرد. او تحت تأثیر کار روانکاوی بوین با گروه‌ها قرار گرفت و این تأثیر در آینده، به تأکید او بر مطالعهٔ گروه‌ها به مثابهٔ یک ساختار را که کار تئوریک او در روانکاوی را به پیش راند، کمک شایانی کرد. لکان در ۱۹۴۹ نسخهٔ جدیدی از «مرحله آیینه‌ای» را به شانزدهمین کنگرهٔ IPA در زوریخ ارائه کرد.

### دهه ۱۹۵۰
در ۱۹۵۰ لکان برگزاری سمینارهای خصوصی و هفتگی خود را در پاریس با انگیزهٔ «بازگشت به فروید» و تمرکز بر سرشت زبان‌شناسانهٔ تشخیص و تحلیل روانی آغاز کرد. شرکت در این سمینارها در ۱۹۵۳ برای عموم آزاد شد. عمر ۲۷ سالهٔ سمینارهای لکان تأثیر بسزایی بر حیات فرهنگی پاریس و تکمیل تئوری روان‌شناسی بالینی داشت. در ۱۹۵۳ پس از اختلافی که پیرامون روش‌های تمرین تحلیلی و روانکاوانه پیش‌آمد، لکان و بسیاری از همکارانش «جامعه روانکاوی پاریس» (SPP) را ترک گفته و گروه جدیدی با نام «جامعه روانکاوی فرانسه» (SFP) بنیان نهادند. یکی از نتایج این اتفاق، محرومیت این گروه جدید از عضویت در «انجمن بین‌المللی روانکاوی» بود. لکان برای افزایش پذیرش عمومی نسبت به «بازگشت به فروید» و گزارش خود «تابع و زمینه گفتار و زبان در روانکاوی»، دوباره به زیگموند فروید بازگشت و مجموعه کتاب‌هایی از فلسفه معاصر، زبان‌شناسی، قوم‌شناسی و مکان‌شناسی را بازخوانی کرد. از ۱۹۵۳ تا ۱۹۶۴ در بیمارستان سنت-آن سلسله سمینارهای خود را پی‌گرفت و طی آن، تاریخچه پرونده بیمارانش را عرضه کرد. لکان در طول این دوره نظریاتش را نوشته‌است که گزیده‌ای از آن در کتاب «نوشته‌ها» (۱۹۶۶) جمع‌آوری شده‌است.
لکان در هفتمین سمینار خود(۱۹۵۹-۱۹۶۰) با عنوان «اخلاق و آیین روانکاوی»، بنیان‌های اخلاقی روانکاوی خویش را معرفی کرد و بنیان «اخلاق برای زمانه ما» را پی‌ریزی کرد؛ با توجه به آرای فروید، اخلاق باید نشان دهد در برابر «تراژدی انسان مدرن» و «نارضایتی از تمدن و انسانیت» یکسان است.
«در پس‌زمینهٔ اخلاق می‌توان میل را مشاهده کرد: تجزیه و تحلیل تنها ثابت می‌کند که این ادعا تا چه حد به حقیقت نزدیک است و در حقیقت، این راه ورود به نفس است. من باید به جایی بروم که نفس وجود دارد. جایی که روانکاو درونش کاملاً عریان و آشکار است؛ حقیقت میل. نهایت روانکاوی به پیدا کردن «میل» منتهی می‌شود».
این نوشته از فروید، طی سالیان متمادی، سراسر پس‌زمینهٔ کار لکان را صورت‌بندی می‌کرد. در این راستا لکان سه ادعا را مطرح می‌کند: ۱. روانکاوی باید پایهٔ علمی داشته باشد ۲. ایده‌های فروید در مورد مفهوم سوژه، دانش و میل دستخوش تحریف شده‌اند ۳. تحلیل روانی تنها جایی است که در آن می‌توان نابسندگی علم و فلسفه را مورد سؤال قرار داد.

### دهه ۱۹۶۰
در ۱۹۶۲ سلسله بحث‌هایی برای تعیین جایگاه و وضعیت SFP در IPA درگرفت. تلاش لکان (با شیوهٔ جنجال‌برانگیز و بی‌نتیجهٔ او) در طول این جلسات، نتیجهٔ عکس داد و در نتیجه او در مقابل روانکاوان سنتی قرار گرفت. چرا که در ۱۹۶۳ شرایطی برای عضویت SFP در IPA به وجود آمد که طی آن، SFP برای بقای خود می‌بایست لکان را از لیست روانکاوانش کنار بگذارد. در نتیجه لکان SFP را ترک گفت و به مدرسهٔ خود که با نام «مدرسه فرویدی پاریس» مشهور شد، رفت.
او با حمایت کلود لوی-استروس و لوئی آلتوسر، برای تدریس در مدرسه عملی پژوهش‌های عالی برگزیده شد. لکان در ژانویه ۱۹۶۴ کارش را با برگزاری سمیناری دربارهٔ «چهار مفهوم بنیادی روانکاوی» آغاز کرد و در اولین جلسهٔ آن در حمایت‌های سخاوتمندانهٔ استروس و فرنان برودل تشکر کرد. تدریسش برای همکارانی که همراه او SFP را ترک گفته بودند، از سر گرفت و درس‌گفتارهایش نظر بسیاری از دانشجویان École Normale را جلب کرد. او École de la Cause freudienne را به سه دسته تقسیم کرد: ۱. بخش پالایش روانکاوی (آموزش نظری برای کسانی که تحت روانکاوی قرار گرفته‌اند اما نمی‌توانند روانکاوی کنند) ۲. بخشی برای روانکاوی عملی (برای پزشکانی که هنوز روانکاوی نشده‌اند) و ۳. بخشی مربوط به یافته‌های فروید (که مربوط به نقد روانکاوانهٔ ادبیات و تجزیه و تحلیل روابط نظری مرتبط یا وابسته به علوم بود).
در دهه ۱۹۶۰ لکان -حداقل در ذهنیت عمومی- وابسته به چپ‌های فرانسه بود. در مه ۱۹۶۸ لکان همراهی خود را با دانشجویان معترض اعلام کرد و با آنان، اعلام همدردی نمود. در نتیجهٔ این کار، مدتی پس از حوادث مه ۱۹۶۸ به تحریک دانشجویان و تأثیرگذاری بر حوادث آن سال، متهم شد.
در ۱۹۶۹ لکان سمینارهای عمومی‌اش را به (Faculté de Droit (Panthéon منتقل کرد؛ جایی که او تا هنگام تعطیلی مدرسه‌اش در ۱۹۸۰ تجاربش را در حوزهٔ تحلیل نظری و آموزش روانکاوی در اختیار عموم قرار می‌داد.

### دهه ۱۹۷۰
لکان در طول دهه‌های آخر زندگی خود، به شکلی گسترده به برگزاری سمینارهایش همت گمارد. در طی این مدت، او روی بسط و گسترش برداشت خود از میل در مردان و زنان متمرکز شد و توجهش را روی مفهوم امر واقعی و تضادش با امر نمادین قرار داد. کار اخیر او، بیشترین تأثیر را بر گفتمان فمینیستی داشت؛ همان‌طور که بر جنبش غیررسمی دهه‌های دهه ۱۹۷۰ و دهه ۱۹۸۰ تأثیر گذاشت. جنبشی که بعدها پست‌مدرنیسم (فرانوگرایی) نامیده شد.

## اندیشه
ژاک لکان تلاش می‌کند تا با استفاده از روش دیالکتیکی هگل و زبان‌شناسی فردینان دو سوسور، آرای فروید را به نحوی بازنویسی کند که روانکاوی، در تحلیل تمام عرصه‌های حضور انسان مشارکت و همکاری داشته باشد. او به نحوی این‌کار را انجام می‌دهد و شکل می‌بخشد که به شکل شگرفی، مرزهای رشتهٔ خود یعنی روانکاوی را پشت سر گذاشته و روانکاوی را با سیاست، فلسفه، ادبیات، علم، مذهب و تقریباً تمام دیگر رشته‌های آموزشی درمی‌آمیزد. به همین خاطر است که آثار لکان که عمدتاً به شکل سخنرانی هستند، بسیار صعب و سخت می‌نمایند و از جناس‌های غامض و کنایه‌های مبهم سرشارند. همگان بر این اذعان دارند که آثار او بسیار سخت‌خوان هستند. او رسیدن به آنچه از روانکاوی می‌خواهد و انتظار دارد، اقدام به پی‌ریزی سه نظم یا بنیان می‌کند که عبارتند از: امر خیالی، امر نمادین و امر واقع.

### سه نظم بنیادین

#### امر خیالی
در واقع، امر خیالی(I) نشان‌گر جستجویی بی‌پایان در پی خود است. امر خیالی قلمروِ من (ego) است، جایی که من (I) به غلط خود را یک وجود کامل می‌بیند، تصور می‌کند با معنایی روشن و منسجم سخن می‌گوید، ولی در واقع در معرض همه نوع خیال است، از جمله قدرت نادیده گرفتن نظم نمادین. لکان اشاره می‌کند که انسان به صورت نارس به دنیا می‌آید. به این معنا که تا چند سال پس از تولد نمی‌تواند حرکاتش را باهم هماهنگ کند. وقتی کودک به حدود شش ماهگی می‌رسد، سعی می‌کند این همذات‌پنداری و هماهنگی را به دست بیاورد. او با دیدن تصویر خودش در آینه (مراد از آینه، هم می‌تواند آینهٔ واقعی باشد و هم آینهٔ فردی دیگر) است که بر این مشکل غلبه می‌کنند. تصویر آینه به کودک آرامش می‌دهد زیرا او از خودش تصور کاملی ندارد. او هرپاره از خودش را متعلق به دیگری می‌داند. تصویر آینه باعث می‌شود تا کودک تصویر کاملی از خودش به دست بیاورد. او جای دقیق اندام‌هایش را نمی‌داند. وقتی می‌خواهد چیزی را به دهان ببرد، نمی‌تواند مکان دقیق دهانش را مشخص کند. او با نگاه کردن به آینه افراد دیگر، و توجه به حرکات آن‌ها، سعی می‌کند مثل آن‌ها بتواند حرکاتی منظم و با قاعده و دقیق داشته باشد؛ و در نتیجه مثل آن‌ها کامل باشد. این تلاش باعث پیدایی من یا نفس در کودک می‌شود. «نفس از نظر ساختاری از هم گسسته‌است و میان خودش و تصویر خودش دوپاره‌است. از همین رو است که همواره خواهد کوشید تا دیگری (تصویر در آینه یا فرد دیگری که دیده‌است) را با خود یکی کند». در امر یا نظم خیالی، همین کلمهٔ همواره‌است که تأثیرگذار است. چراکه کودک پس از ورود به سنین بزرگسالی هم نفس این خصلت را از دست نمی‌دهد؛ یعنی همواره می‌خواهد کامل‌تر شود و وحدت بیشتری پیدا کند. در واقع من مطلوب هستهٔ اصلی امر خیالی است. تصویری است اغراق‌آمیز که فرد از وجود خود ساخته و مبتنی بر آرزومندی اوست. امر خیالی نظمی است که لکان آن را خوار می‌شمارد. او اشاره می‌کند که دوران مدرن نمایندهٔ اوج امر خیالی بشر است زیرا مشغول خود و تسخیر جهان به دست خود یا آفریده‌های خود است.

#### امر نمادین
امر نمادین(S) شامل تمام چیزهایی است که ما معمولاً واقعیت می‌نامیم. از زبان و فرهنگ گرفته تا قانون و تمام ساختارهای اجتماعی. امر نمادین حوزه‌ای است که ما در آن به عنوان بخشی از جامعهٔ انسانی قرار می‌گیریم. انسان‌ها حتی پیش از تولدشان در درون امر نمادین گرفتارند. آن‌ها متعلق به قومیت، کشور، زبان، خانواده‌ای خاص و گروهی اجتماعی و اقتصادی و حتی جنسیتی هستند. حتی گاهی پیش از تولد برای آن‌ها نامی هم انتخاب شده‌است. به نظر لکان، آنچه امر نمادین را برپا می‌کند، زنجیرهٔ دلالت یا به تعبیر خودش قانون دال است. لکان این اصطلاح (دال) را از زبان‌شناس سوییسی فردینان دو سوسور وام گرفته‌است. سوسور معتقد بود که زبان متشکل از نشانه‌هاست و هر نشانه از دو بخش دال و مدلول تشکیل شده‌است. دال تصویر ذهنی ما از صوت نشانه‌است و مدلول مفهوم مرتبط با آن صوت. سوسور همچنین معتقد بود که زبان نظامی رابطه‌ای یا تفاوتی است؛ یعنی هیچ نشانه‌ای را نمی‌توان فارغ از نشانه‌ای دیگر تفسیر و تعریف کرد؛ یعنی راست، راست است چون چپ نیست؛ بنابراین نظر، چون امر نمادین از طریق زنجیره‌های دلالت به هم پیوسته‌است، ما محکوم هستیم به این که هیچ‌گاه جهان را به آن شکلی که واقعاً هست درک نکنیم؛ و تا ابد در زندان زبان باقی بمانیم. در واقع همه‌چیز زبان است.

#### امر واقع
امر واقع(R) معرف حیطه‌هایی از زندگی است که نمی‌توان شناختشان. در واقع امر واقع همان جهان است پیش از آن‌که زبان تکه‌تکه‌اش کند؛ یعنی امر واقع چیزی است که تن به نمادین شدن نمی‌دهد و در نتیجه وارد زبان نمی‌شود تا قابل شناسایی باشد. به عنوان مثال و به زبان ساده، ایدز نمونهٔ خوبی از چنین چیزی است. بعضی آن را کیفری برای همجنس‌گراها می‌دانند و سزای انحراف از شیوهٔ زندگی مسیحی. بعضی نقشهٔ سازمان سیا برای کاهش جمعیت آفریقا و بعضی دیگر نتیجهٔ مداخلهٔ بشر در طبیعت. تمام این تعابیر مختلف به این خاطر است که این بیماری زبان‌بسته‌است. بیماری‌ای که به دلایلی که برایش می‌آورند بی‌اعتناست؛ یعنی ایدز هجومی از سوی امر واقع است و این کوشش‌ها که می‌خواهند آن را نمادین کنند و وارد حیطهٔ زبان کنند، ناکام می‌مانند. می‌کوشند پیامی را در امر واقع بیابند که در آن نیست. چراکه امر واقع نامفهوم و بی‌معنی است. برخی از بیماری‌های روانی در اثر به زبان درنیامدن گروهی از چیزها نزد فرد به وجود می‌آیند.
فروید معتقد است غرض اصلی در آزمون واقعیت، یافتن ادراک واقعی شیء نیست، بلکه بازیافتن آن است. در نظر او، تمنای آدمی همواره مطلوبی گمشده و از دست رفته‌است (در تصویر مقابل، مطلوب گمشده در حفره و خلأ مرکزی تصویر قرار دارد). کل تمنیات در پی یافتن مجدد آن است. یافتن چیزی که اصلاً وجود ندارد. در واقع رضایت‌مندی فرد در گرو یافتن ردپایی از این مطلوب گمشده در واقعیت است و مطلوب تمنای فرد در بازیافتن خاطره‌ای است که واقعیت اولیهٔ آن را زنده می‌کند. در تصویر روبرو، دو نوع حرکت با رنگ قرمز مشخص شده‌اند. حرکت اول، حرکتی است که محور آن را محیط استوانه تشکیل می‌دهد و حرکت دوم، حرکت محیط استوانه‌است به دور سوراخ مرکزی. جستجوی تمناهای مختلف در دنیای نمادین را می‌توان شبیه به حرکت اول دانست اما این حرکت، مارا از حرکت اصلی پیرامون سوراخ مرکزی (مطلوب گمشده) غافل می‌کند. به بیان دیگر، خواستن هر مطلوبی لاجرم به خواستن مطلوب گمشده بازمی‌گردد.
اگرچه ساخت مفهوم امر واقعی در دستگاه روانکاوانهٔ لکان یک نمود بارز و منسجم دارد اما امر واقعی که به شدت در برابر امر نمادین مقاومت می‌کند در طول تاریخ فلسفه تلاش زیادی از سوی فلاسفه برای بازنمایی مقام آن به عرصهٔ تفهم عقلانی صورت گرفته‌است. سیر تطور پرداختن به امر واقعی که از پرسش‌های آغازین فلسفه محسوب می‌شود از یک نگاه سلبی در طول تاریخ به یک تعریف ایجابی در فلسفه لکان رهنمون شده‌است.

### گره برومه

گره برومه

لکان در سمینار خود موسوم به «یا بدتر…» که در سال ۱۹۷۲ برگزار شد، پیوند و رابطهٔ این سه وجه از نفس آدمی را چنین تعریف می‌کند که زنجیری متشکل از سه حلقه به نحوی که اگر یکی از این حلقه‌ها را جدا کنیم، دو حلقهٔ دیگر از هم باز شده و تشکل خود را از دست می‌دهند. این نحوهٔ پیوستگی را در هندسه موضعی، گره برومه می‌خوانند. در نظر لکان، رابطهٔ امر خیالی، امر نمادین و امر واقع در زندگی انسان بر اساس اصل گره برومه است؛ که عدم پیوستگی هرکدام، موجب نابودی دیگری می‌شود. نکتهٔ حائز اهمیت این است که هیچ‌کدام از این سه حلقه در دیگری زندانی نیست بلکه انسجام آن‌ها وابسته به انسجام دیگر حلقه‌هاست. ساختمان نفسانی هر فرد موکول به نوع پیوندی است که بنابر سرگذشت او میان این سه عنصر ایجاد می‌شود. در واقع رابطه‌ای دیالکتیکی میان این سه نظم برقرار است.

### امر سیاسی
از ابتدای تأسیس علم روان‌کاوی به دست زیگموند فروید، این پرسش مطرح بوده که آیا می‌توان یافته‌های این علم را که به فرد متکی است، به اجتماع نیز به عنوان کلی متشکل از افراد، سرایت داد یا خیر. لکان با تبیین و گسترش مفاهیم فرویدی و توضیح «امر سیاسی»، تبیینی ارائه داد که طی آن، امکان پیش‌زمینه بودن روان‌کاوی برای تشکیل یک نظام سیاسی ایدئال، بررسی می‌شود. گستره نمادین در این‌جا، شامل خانواده اجتماع است و هرآنچه این دو می‌توانند با ابزارهای گوناگون به فرد منتقل کنند. اعم از زبان، فرهنگ و غیره. گستره واقع، فضایی بی‌نهایت است که شامل تمام امیال و خواسته‌های بشری می‌شود که نمی‌توانند راهی به گستره نمادین پیدا کنند. در واقع حتی نمی‌توانند به زبان درآیند. یکی از این امیال، میل به ساختن آرمان‌شهر است؛ جهانی بی‌نقص و تهی از رنج و محنت و واجد برابری و عدالت. لکان در واقع بر آن است تا بیان کند آرمان‌شهر، برابر با گستره واقع است و بشر، با ورود به گستره نمادین (موجود شدن)، توانایی ایجاد و رسیدن به آن را از دست می‌دهد.

## نقد به لکان
لکان در نوشته‌های خود از زبانی بسیار نامفهوم استفاده می‌کند و بسیاری وی را به پنهان کردن سخنان مهمل در پس لفاظی متهم کرده‌اند. از این رو بسیاری از اندیشمندان وی را شارلاتان دانسته و نوشته‌های وی را فاقد اهمیت و اعتبار خوانده‌اند. اندیشمندانی مانند نوآم چامسکی،ریموند تالیس، ریچارد داوکینز، و آلن سوکال، لکان را فریبکار می‌دانند و نوشته‌های او را فاقد ارزش و اعتبار می‌دانند.
ریموند تالیس در مورد لکان چنین نوشته‌است: «مورخان آینده‌ای که به جستجوی دغلبازی‌های سازمان یافته تحت عنوان «نظریه» می‌پردازند، بی‌تردید جایگاهی درخور برای تأثیر روانکاو فرانسوی، ژاک لکان، قائل می‌شوند. او یکی از پروارترین عنکبوت‌ها در دل شبکه اندیشه‌های پریشان و به کلی فهم‌ناپذیر و اظهارات بدون شواهد بی‌حد و مرز است، که نظریه‌پردازان از آن‌ها علوم انسانی خودشان را بافته‌اند. بخش زیادی از عقاید جزمی محوری در نظریات معاصر از او ناشی شده‌است.»
در میان روانکاوان برجسته نیز آندره گرین در چندین مصاحبه لکان را شخصیتی پرورت دانسته و نظریه درمانی او را همچون یک مسیر سادومازوخیستیک معرفی نموده‌است.

## کاربردهای نظریه لکان
باوجود انتقادهایی که به دشوار بودن زبان لکان شده‌است، نظریه وی در برخی موارد کاربرد فراوانی یافته‌است. به لطف کتاب‌های اسلاوی ژیژک، نظریات لکان در حوزه نقد ادبی و سینما مورد توجه قرار گرفته‌است و به خصوص در آمریکا محبوبیت یافته‌است. تحلیل فیلم‌های آلفرد هیچکاک براساس نظریه لکان نمونه‌ای از نفوذ این نظریه در دنیای سینما به‌شمار می‌رود. همچنین اصطلاح نگاه خیره لکانی توسط کارگردانان بسیاری مورد استفاده قرار گرفته‌است.

## کتاب‌های ترجمه شده به فارسی
- دربارهٔ نام‌های پدر، ترجمه سهیل رضانژاد و سینا مشایخی، تهران: شرکت انتشارات علمی و فرهنگی، ۱۳۹۴.
- تلویزیون، ترجمه انجمن روان‌پژوهان فارسی‌زبان فرانسه، تهران: رخداد نو، ۱۳۹۳.
- آموزهٔ من، ترجمه احسان کیانی خواه، نشر حرفه نویسنده، ۱۳۹۸.
- لکان در قابی دیگر، نویسنده استیون زد. لواین، مترجم مهدی ملک، نشر شوند.
- عشق در زمانهٔ تنهایی، نویسنده پل فرهائگ، مترجمان مهدی ملک و وحید میهن‌پرست، نشر شوند.
- اضطراب، ترجمه صبا رستگار، پندار تابان
- بر سر کوه موریه، به همراه ژاک دریدا، چترنگ
- گزیده مکتوبات لکان، ترجمه امیرصدرا درخشانی‌فر، تهران: نشر دمان، ۱۳۹۸

سوژه لکانی میان زبان و ژوئیسانس، بروس فینک، نشر بان
- حافظ و رود جادو، نویسنده فرزام پروا، تهران، انتشارات نگاه، ۱۴۰۱.